# Station Łódź Widzew
Station Łódź Widzew is een spoorwegstation in Widzew, een district aan de oostkant van de Poolse plaats Łódź. Het station werd geopend in 1903.
0: Łódź Widzew ·
3: Łódź Stoki ·
4: Łódź Uniwersytet ·
6: Łódź Marysin ·
7: Łódź Radogoszcz ·
9: Łódź Arturówek ·
14: Zgierz ·
16: Zgierz Jaracza ·
18: Zgierz Północ ·
21: Zgierz Kontrewers ·
25: Grotniki ·
31: Chociszew ·
34: Ozorków Nowe Miasto ·
36: Ozorków ·
42: Sierpów ·
46: Łęczyca ·
54: Gawrony ·
60: Witonia ·
71: Kutno
Lijn 17 Łódź Fabryczna – Koluszki: 

0: Łódź Fabryczna ·
2: Łódź Niciarniana ·
5: Łódź Widzew ·
Łódź Widzew Janów ·
11: Łódź Andrzejów ·
13: Bedoń ·
16: Justynów ·
19: Gałkówek ·
23: Żakowice ·
26: Koluszki

Lijn 458 Łódź Fabryczna – Łódź Widzew: 

0: Łódź Fabryczna ·
2: Łódź Niciarniana ·
5: Łódź Widzew